# تائو یکم
تائو یکم با نام کامل سناختن‌رع تائو یکم (به انگلیسی: Senakhtenre Tao I) فرعونی در دودمان هفدهم مصر باستان در دوره دوم میانی بود که در نزدیکی سال ۱۵۶۰ پیش از میلاد فرمانروایی می‌کرد. معنای نام تاجی او «متداوم همچون رع» است.
احتمال دارد که او پسر اینتف هفتم بوده یا نبوده باشد. مصرشناس دانمارکی کیم ریهولت بر این باور است که "از آنجا که از سناختن‌رع به همراه سقنن‌رع و کاموسه به عنوان یکی از اشراف غرب مصر یاد شده می‌توان فهمید که او عضوی از خانواده آهموسه بوده."
جانشین او پسرش سقنن‌رع تائو دوم بود. برخلاف جانشینانش تائو دوم و کاموسه، تائو یکم کمتر شناخته شده‌است و در هیچ منبع معاصری نامش آورده نشده. با این حال نام او در تعدادی از منابع نوشته شده در پادشاهی نوین از جمله فهرست پادشاهان کارناک و دو گور در تبس دیده می‌شود.